# Next Contestant
"Next Contestant"  (pl: Następny konkurent) – utwór kanadyjskiego zespołu rockowego Nickelback, pochodzący z piątej studyjnej płyty All the Right Reasons, wydanej w roku 2005. Autorem tekstu jest wokalista grupy Chad Kroeger, który wraz z Mikiem Kroegerem oraz Ryanem Peake jest także kompozytorem utworu. Piosenka została zamieszczona na siódmej pozycji na krążku, trwa 3 minuty i 35 sekund i jest prócz utworów Animals oraz Side of a Bullet, najkrótszym utworem zawartym na płycie.
Tekst utworu opowiada o pewnym mężczyźnie oraz kobiecie. Mężczyzna ma już dość tytułowych "konkurentów" którzy nachodzą jego dziewczynę. Ma już dość toczących z nimi walk. Chce mieć swoją dziewczynę tylko dla siebie, lecz nie może, bo wciąż musi o nią walczyć. Utwór Next Contestant utrzymany jest w mocnym hardrockowym brzmieniu, opartym o potężne brzmienie gitar, zwłaszcza w refrenach utworu. Należy do jednej z cięższych kompozycji zawartych na albumie. Sam utwór powstał już dużo wcześniej, prezentowany był na koncertach grupy jeszcze przed wydaniem albumu Silver Side Up. Jego starsza wersja znalazła się także na limitowanej edycji albumu The Long Road z 2003 roku. Podczas sesji do albumu All the Right Reasons, zespół nagrał nową wersję tego utworu, z mocniejszym oraz płynniejszym brzmieniem gitar.
Utwór Next Contestant został zaprezentowany przez grupę Nickelback podczas "AOL Sessions" w 2005 roku, gdzie wykonał jeszcze premierowo parę innych kompozycji z płyty. Prócz tego utwór sporadycznie grany był podczas trasy All the Right Reasons Tour na przełomie 2006 oraz 2007 roku.

## Twórcy
Nickelback
- Chad Kroeger – śpiew, gitara prowadząca
- Ryan Peake – gitara rytmiczna, wokal wspierający
- Mike Kroeger – gitara basowa
- Daniel Adair – perkusja, wokal wspierający

Produkcja
- Nagrywany: Luty – Wrzesień 2005 roku w studiu "Mountain View Studios"  w Abbotsford, (Kolumbia Brytyjska)
- Producent muzyczny: Chad Kroeger, Joe Moi
- Realizator nagrań: Chad Kroeger, Joe Moi
- Mastering: Ted Jensen w "Sterling Sound"
- Miks płyty: Mike Shipley (utwory 3 oraz 6) w "Shabby Road Studio City", Randy Staub (reszta) w "The Warehouse Studios" w Vancouver
- Asystent inżyniera dźwięku: Brian Wohlgemuth (utwory 3 oraz 6), Zach Blackstone
- Obróbka cyfrowa: Joe Moi, Ryan Andersen
- Koordynator prac albumu: Kevin Zaruk

Pozostali
- Manager: Bryan Coleman
- Aranżacja: Chad Kroeger, Ryan Peake, Mike Kroeger
- Tekst piosenki: Chad Kroeger
- Zdjęcia: Richard Beland
- Zdjęcia w studio: Kevin Estrada
- Wytwórnia: Roadrunner Records
- Pomysł okładki: Nickelback